# Mariakerk (Beers)

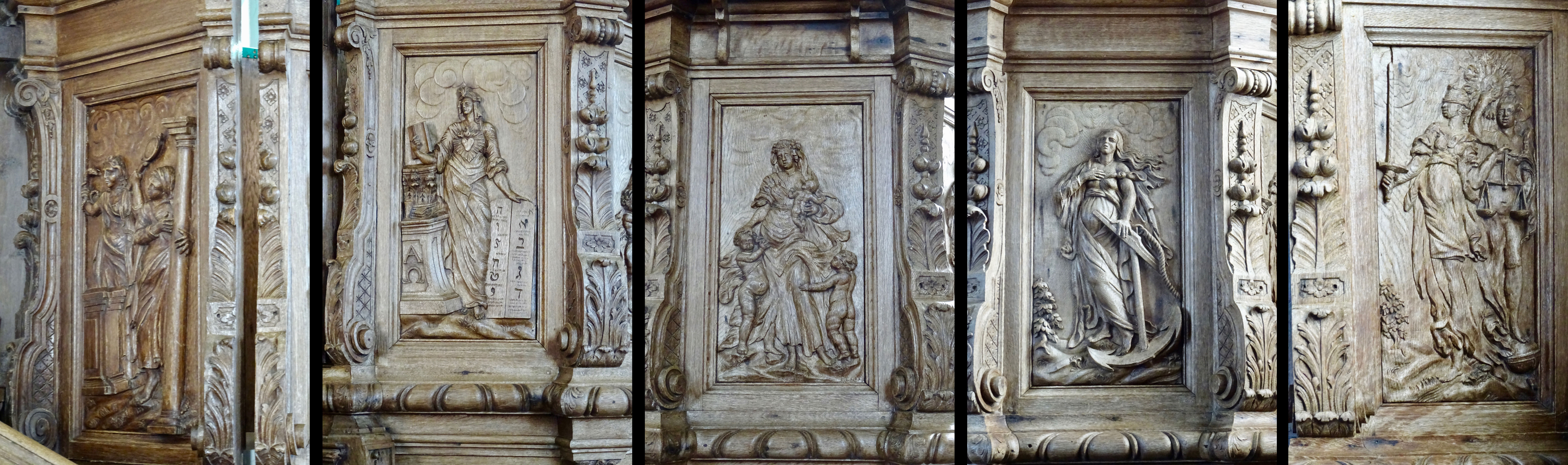
Vijf panelen van de preekstoel

De Mariakerk is een kerkgebouw in Beers in de Nederlandse provincie Friesland.  De kerk is eigendom van de Stichting Alde Fryske Tsjerken. De kerk en het smeedijzeren hekwerk om het kerkhof zijn rijksmonumenten.

## Geschiedenis
De kerk staat op een terp en was oorspronkelijk gewijd aan Maria. Het schip van de eenbeukige kerk met spitsboogvensters dateert de 13e eeuw. In de 14e eeuw werd de kerk uitgebreid met een vijfzijdig gesloten koor. In 1857/1858 werd de zadeldaktoren vervangen door een nieuwe toren met ingesnoerde spits. In de toren, met een mechanisch torenuurwerk (1904) van G. de Looze, hangen twee klokken (1569) van Thomas Both en Willem van Aelten.
Het interieur wordt gedekt door een tongewelf. De preekstoel (1759) is gemaakt door Jacob Fransen en Heerke Broers met snijwerk van Eylardus Swalue met allegorische afbeeldingen van de zeven hoofddeugden (gerechtigheid, waarheid, geloof, liefde, hoop, standvastigheid en voorzichtigheid). De overhuifde herenbank (1761) behoorde toe aan de familie Van Aylva. Het kerkorgel uit 1880 is gemaakt door L. van Dam en Zn met gebruik van delen van het Schwartzburg-orgel uit 1750.
In de kerk is een bezoekerscentrum gevestigd. Bij de kerk stond de voormalige Uniastate.

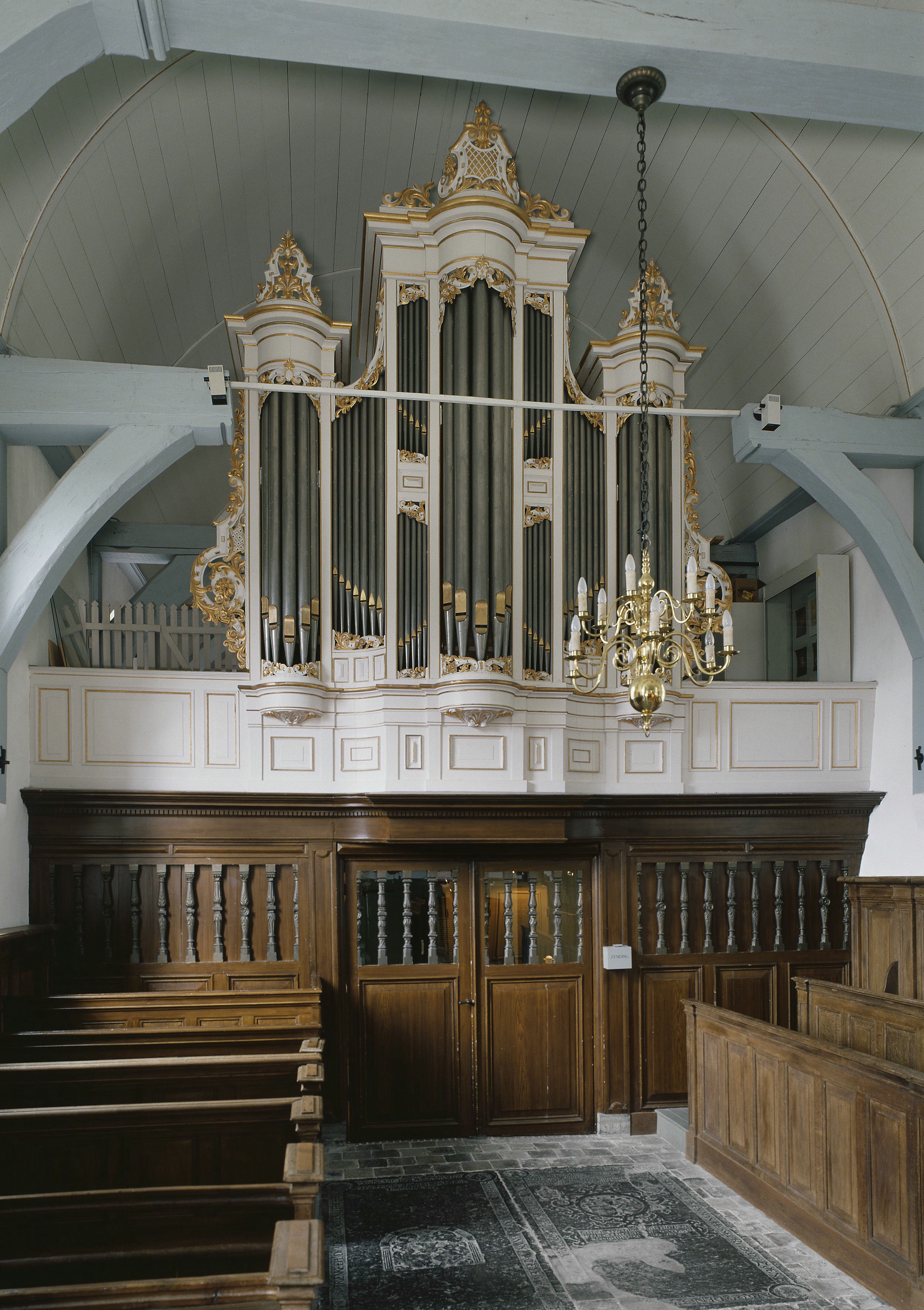
Interieur met orgel (2006)
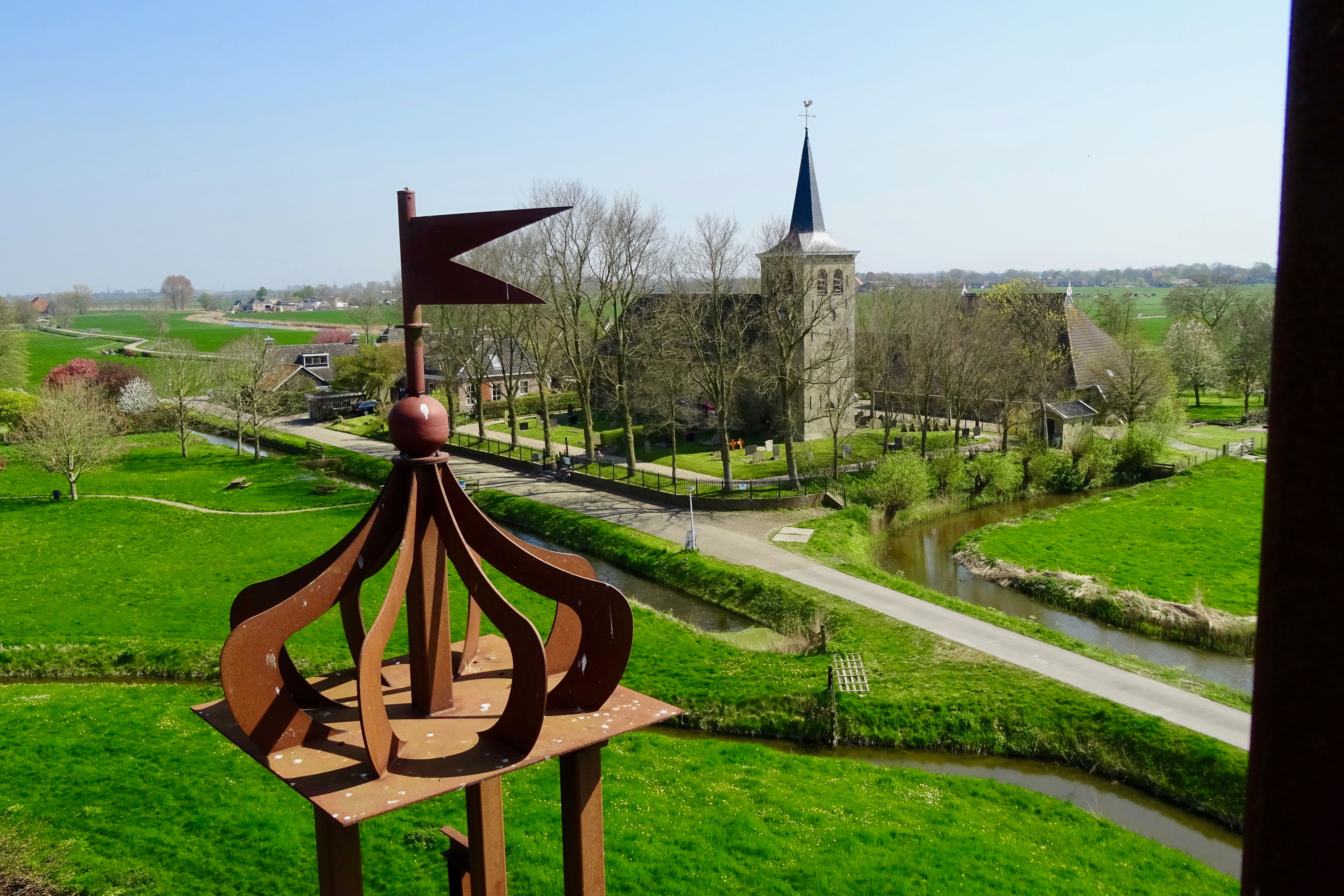
Mariakerk gezien vanaf de toren van de Uniastate